# Opekta Amsterdam
Nederlandsche Opekta Maatschappij N. V., din 1983 Opekta Beheer B.V., a fost o filială a companiei Opekta G.m.b.H. Köln., fondată în 1933 de Robert Feix. Ea a servit ca un distribuitor en-gros și en-detail pentru produsele Opekta din Köln și pentru pectină provenită de la fabrica Pomosin din Frankfurt pe Main. Primul director a fost numit Otto Frank, tatăl Annei Frank, care și-a scris celebrul său jurnal într-o anexă secretă din spatele clădirii. Compania a fost vândută în 1982, iar Opekta Beheer B.V. a fost desființată din cauza faptului că era neprofitabilă.
Anne Frank a scris pe 20 iunie 1942 în noul ei jurnal: „Fiindcă suntem evrei sută la sută, tata a venit în 1933 în Olanda. A ajuns director al societății neerlandeze Opekta specializată în fabricarea de gemuri.”

## Locații în Amsterdam

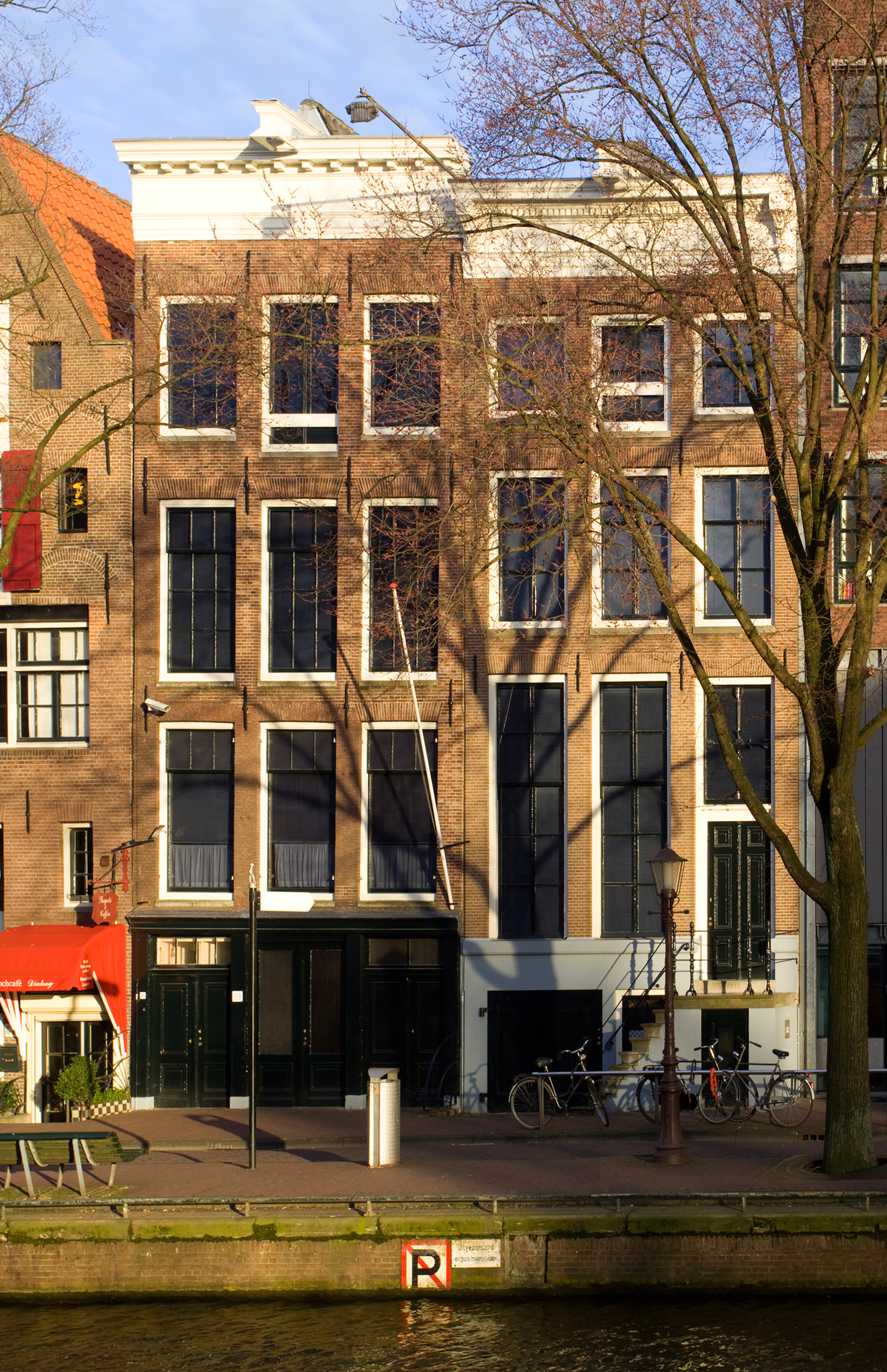
Prinsengracht 263 și 265 (martie 2009)
La stânga fosta Opekta, la dreapta Keg’s Koffiehandel, cunoscută din jurnal, acum o parte a muzeului

- 1933-1937 Nieuwe Zijds Voorburgwal 120-126
- 1937-1940 Singel 400
- 1940-1955 Prinsengracht 263
- 1955-1962 Van Slingelandt Straat 8-10
- 1962-1995 Van Slingelandt Straat 2

## Directori
- 1933-1941 Otto Heinrich Frank (german)
- 1941-1959 Johannes Kleiman (olandez)
- 1955-1962 Adriana Willemina Kwakernaak (olandeză)
- 1959-1962 Ernst Wilhelm Hennig (german)
- 1962-1975 Johannes Gijsbertus van der Veldt (olandez)
- 1962-1965 Grete Fackeldey (germană)
- 1965-1971 Johann (Hans) Elsen (german)
- 1971-1995 Volkmar Rudolph (german)
- 1975-1983 Herbert Pieter Cornelis Reinhold (olandez)
- 1978-1995 Cornelis Hendrikus Bernadus Weijers (olandez)
- 1986-1995 Rolf Josef Classen (german)[2]

## Istoria

### 1933-1937
Erich Elias, un prieten de-al lui Robert Feix, i-a transmis cumnatului său, Otto Frank, oferta de a reprezenta compania Opekta pe teritoriul Țărilor de Jos, la Amsterdam.
Otto Frank, care locuia la momentul respectiv la Frankfurt pe Main, a fost însărcinat să organizeze expansiunea afacerilor în Țările de Jos. Victoria în alegeri a lui Adolf Hitler și ascensiunea nazismului l-a determinat să se grăbească, acceptând oferta și deplasându-se la Amsterdam, pentru a găsi o locuință pentru familia lui și a clarifica situația companiei. Familiile Elias și Frank au rămas în contact atâta timp cât au permis circumstanțele politice.
Această oportunitate de afaceri, împreună cu faptul că Otto Frank cunoștea deja Amsterdamul din încercarea sa eșuată de a înființa o sucursală bancară și avea prieteni acolo, a dus probabil la decizia de a emigra la Amsterdam. În vara anului 1933 Otto Frank a călătorit în Țările de Jos și a primit împuternicirea de la Opekta în luna septembrie.
În 15 septembrie 1933 „Nederlandsche Opekta Maatschappij N. V. în oprichting” a fost înscrisă în Registrul Comerțului al Kamer van Koophandel en Fabrieken (Camera de Comerț și Industrie) din Amsterdam, cu sediul în Nieuwe Zijds Voorburgwal 120-126 din centrul orașului Amsterdam. La rubrica „tip de afaceri” s-a specificat: „producerea și comercializarea (către gospodării particulare) de produse din fructe, în special cu pectină”. El și-a asumat sarcina de a cumpăra pectină din fabricile Pomosin și de la Opekta Cologne și-și datorează 2,5% din veniturile sale utilizării mărcii „Opekta”. În înregistrarea finală din iulie 1934 este listată doar pectina în secțiunea „tip de afacere”.
Existau doar câțiva angajați, dintre care Victor Kugler era cel mai important. În primii ani, mai lucrau doar o femeie tânără ca secretară în cadrul biroului și un ucenic. După o perioadă relativ scurtă de timp secretara s-a îmbolnăvit. A fost angajată astfel o secretară temporară, care a rămas în serviciul Opekta până după război: Hermine Santrouschitz, mai cunoscută sub numele de Miep Gies. Inițial, ea a fost însărcinată de Otto Frank, cu toată activitatea de birou, primind și alte însărcinări precum însoțirea femeilor care testau perodusele și oferind gospodinelor instrucțiuni scrise și prin telefon pentru folosirea pectinei. Ea a fost, de asemenea, responsabilă cu relațiile publice și cu publicitatea.
La începutul anului 1935 avocatul din Amsterdam (Volljurist) Anthony Reinoud Wilhelmus Maria Dunselman a fost numit în Consiliul de Supraveghere.
Din cauza lipsei de spațiu, compania s-a mutat în 1937 într-o clădire de pe Singel 400. Bep (Elisabeth) Voskuijl a fost angajată în 1937 ca funcționară în cadrul companiei. Miep și Bep s-au plăcut imediat și au devenit curând prietene, iar câteva zile mai târziu tatăl lui Bep a fost angajat ca șef de depozit.

### 1938-1945
În 1938 Miep Gies a fost văzută într-un film de publicitate Opekta, care trebuia să le arate consumatorilor cât de ușor și rapid puteau fi folosite produsele Opekta la gătit. În acest an au mai fost angajate două persoane, Hermann van Pels ca specialist în domeniul plantelor și Johannes Kleiman pe post de contabil. Compania Pectacon a fost fondată în 1938 sub direcția lui Victor Kugler. Din moment ce afacerea cu pectină era sezonieră (fructele creșteau doar în timpul verii), Pectacon era mai stabilă din punct de vedere economic. Pectacon nu este doar numele companiei, ci și un amestec de condimente pentru producerea cârnaților pe care-l vindea aceeași companie.
La începutul celui de-al Doilea Război Mondial șase persoane se aflau pe statul de plată al companiei neerlandeze Opekta și cinci pe statul de plată al companiei Pectacon (care se ocupa cu tranzacționarea și fabricarea de produse chimice și farmaceutice), dintre care trei-patru reprezentanți care vizitau farmaciile (pentru pectină) și măcelăriile (pentru condimente). Personalul de la birou și de la depozit lucra pentru ambele companii. Opekta Amsterdam a cumpărat în anul 1939 un număr de 75 de butoaie cu 18.000 kg de pectină de la fabricile Pomosin. Pectina era transportată de la Frankfurt pe Main către Rotterdam pe o navă ce naviga pe Rin. Compania de transport maritim o trimitea direct la Haarlem, unde compania de comerț cu vinuri Jager-Gerlings o îmbutelia.
Companiile Opekta și Pectacon se mută la 1 decembrie 1940, din cauza lipsei de spațiu, într-o clădire de pe Prinsengracht 263.
După sosirea ocupanților germani în 1940, compania Pectacon a fost înregistrată sub numele lui Jan Gies și Johannes Kleiman în registrul comerțului, în scopul de a preveni confiscarea ei ca întreprindere evreiască. Ei au schimbat numele Pectacon în „Gies & Co”. Gies & Co. a protejat doar compania Pectacon de arianizare, dar nu și Opekta. Pectacon a fost lichidată, iar Gies & Co. a preluat inventarul, utilajele etc. 
Deși Otto Frank a trebuit să demisioneze în decembrie 1941, el a continuat să lucreze ca partener din umbră.
Opekta și-a desfășurat activitatea din 1941 până în 1945, cât a fost posibil, fără probleme deosebite, în afară de problemele generale ale perioadei de război.
Pe 6 iulie 1942 familia Frank se ascunde, împreună cu fiica lor, Anne, în anexa din spatele clădirii în care se afla sediul companiei.
Perioada de ședere în ascunzătoare s-a încheiat în 4 august 1944, atunci când cele opt persoane au fost trădate și arestate. 
Anne Frank și sora ei, Margot, au murit de tifos în februarie-martie 1945 în lagărul de concentrare Bergen-Belsen, cu puțin timp înainte de eliberarea lagărului.
Lagărul de la Auschwitz a fost eliberat la 27 ianuarie 1945, iar Otto Frank a supraviețuit. El a călătorit spre Țările de Jos prin Rusia, Franța și Belgia. Frank se întoarce în Amsterdam ca unic supraviețuitor la 3 iunie 1945. Protectorii au avut grijă de el. El s-a mutat cu Jan și Miep Gies și a trăit împreună cu ei timp de mai mulți ani. Compania Opekta era încă activă și protectorii săi lucrau acolo. Johannes Kleiman a condus sucursala neerlandeză Opekta până la moartea sa, în 1959.

### 1946-1979
Perioada de doi ani în care familia a stat ascunsă, ajutată de Kleiman, Kugler, Gies și Voskuijl, a fost descrisă de către fiica cea mică a lui Otto Frank, Anne, în jurnalul ei cunoscut în întreaga lume, care a fost publicat în 1947 și continuă să atragă atenția internațională. 
În 1952 Otto Frank s-a căsătorit pentru a doua oară, iar în 1953 a părăsit compania și s-a mutat la Basel, în Elveția. Otto și-a dedicat timpul editării și promovării jurnalului fiicei sale, Anne. El și Kleiman au luptat pentru conservarea casei. Clădirile adiacente urmau să fie demolate în scurt timp, ceea ce punea în pericol stabilitatea casei, care era într-o stare proastă. Opekta nu mai putea furniza mijloacele financiare pentru conservare și s-a mutat într-o altă clădire din Van slingelandt Straat 8-10 . 

### 1980-1995
Otto Frank a murit în 1980, la vârsta de 91 ani, în apropiere de Basel.
În 1982 producătorul de zahăr Pfeifer & Langen din Köln a achiziționat compania Opekta cu toate sucursalele sale.
La începutul anilor 1990, cu toate acestea, ompania și-a încetat acticitatea, iar sucursala Opekta Beheer B.V. s-a desființat automat pe baza articolului 2: 19a lid 4 B.W.